# Guy Williams
Armando Joseph Catalano (New York, 14 januari 1924 - Buenos Aires, 7 mei 1989), beter bekend onder het pseudoniem Guy Williams, was een Amerikaans televisieacteur van Italiaanse afkomst. Hij is vooral bekend geworden door zijn vertolking van Zorro in films en series uit de jaren vijftig.

## Filmografie
Zijn carrière startte in 1947 met The beginning or the end als een bombardier. Daarna werd hij gevraagd voor talloze tv-projecten, zoals:
- 1955 - Seven angry men
- 1956 - Highway Patrol
- 1957 - Men of Annapolis
- 1958/1959 - Zorro
- 1962 - Damon and Pythias
- 1963 - Captain Sindbad
- 1964 - Bonanza als Will Cartwright
- 1965-1968 - Lost in Space als Prof. John Robinson
- 1967 - Dreamgirl of '67 als zichzelf

Hij stierf in 1989 aan een hersenbloeding.
- Biblioteca Nacional de España: XX820522
- Bibliothèque nationale de France: cb140178015 (data)
- Gemeinsame Normdatei: 130614416
- International Standard Name Identifier: 0000 0000 6302 2136
- Library of Congress Control Number: no97054902
- Nationale bibliotheek van Australië: 35397297
- Nederlandse Thesaurus van Auteursnamen: 073354333
- Istituto Centrale per il Catalogo Unico: TO0V628557
- Système universitaire de documentation: 160203732
- Trove: 938435
- Virtual International Authority File: 46958835
- WorldCat: E39PBJd88BYfGvKPccbXQ3dqQq